# Orsinome vethi
Orsinome vethi är en spindelart som först beskrevs av Johan Coenraad van Hasselt 1882.  Orsinome vethi ingår i släktet Orsinome och familjen käkspindlar. Inga underarter finns listade i Catalogue of Life.